# Anika Landsteiner
Anika Landsteiner (* 1987 in Sulzthal/Unterfranken) ist eine deutsche Autorin, Journalistin und Podcasterin. Der Schwerpunkt ihrer Arbeit liegt auf den Themen „Ungerechtigkeiten, Feminismus, Zwischenmenschlichem und Popkultur“. Sie lebt in München.

## Leben und Werk
Anika Landsteiner absolvierte nach dem Abitur eine Ausbildung zur Schauspielerin, arbeitete vier Jahre in ihrem Beruf und spielte in Serien wie Der Bergdoktor mit, ehe sie sich dem Journalismus zuwandte. Seit 2010 schreibt sie für verschiedene Online- und Printmedien und leitete zwei Jahre das Magazin MUCBOOK in München. Ihr Debüt als Schriftstellerin hatte sie 2017 mit dem Buch Gehen, um zu bleiben. Darin beschreibt sie in fünfzehn Kapiteln fünfzehn Länder, die sie bereist und geprägt haben. 2018 folgte ihr Debütroman Mein italienischer Vater. 2019 erscheint ihr drittes Buch, Leben wird aus Mut gemacht, in dem sie erzählt, wie eine 84-jährige Frau sie dazu inspirierte, ein Jahr voller Herausforderungen zu leben.
Ihr Roman So wie du mich kennst erschien 2021 und war unter den Top 20 der Spiegel-Bestsellerliste. In dem Roman reist die Protagonistin Karla nach New York, um die Wohnung ihrer verstorbenen Schwester Marie aufzulösen, die sie als ihre Seelenverwandte empfindet. Nachdem sie verstörende Fotos entdeckt, auf denen häusliche Gewalt zu sehen ist, verändert sich ihr Blick auf Maries und ihr eigenes Leben.
Die Kategorisierung in Frauenliteratur lehnt Anika Landsteiner ab, sie schreibe Romane. In einem Interview sagt sie über So wie du mich kennst: „Ich glaube, dass ein Mann ihn als feministisch empfindet, während eine Frau die Themen als „normal“ – ist ein schlecht gewähltes Wort – betrachten könnte. Sie findet sehr viel darin, was sie tagtäglich liest, erlebt und ihr zugetragen wird. Für mich ist er in erster Linie ein Familienroman“.
Neben dem Schreiben arbeitet Anika Landsteiner als Podcasterin. In den Podcasts ÜberFrauen sowie Bleibt unter uns – der Podcast über Tabus geht es um die Themen Feminismus, Sprache und Gleichberechtigung. In einem Artikel in Die Welt hebt Anika Landsteiner hervor, dass sie nicht als „Powerfrau“ bezeichnet werden möchte, weil dies eine Abweichung von der Norm sei.
Ihren Reiseblog anidenkt.de, für den Anika Landsteiner mit dem ISARNETZ Blogaward ausgezeichnet wurde, hat sie im Juli 2019 stillgelegt, da sie Reisen mit dem Flugzeug nur noch in Ausnahmefällen machen möchte.

## Werk (Auswahl)
Bücher
- Gehen, um zu bleiben. Goldmann Verlag 2017, ISBN 978-3-442-17672-4.
- Mein italienischer Vater. Diana Verlag 2018, ISBN 978-3-453-29216-1.
- Leben wird aus Mut gemacht. Goldmann Verlag 2019, ISBN 978-3-442-17825-4.
- So wie du mich kennst. Fischer Krüger Verlag 2021, ISBN 978-3-8105-3074-5.
- Nachts erzähle ich dir alles. Fischer Krüger Verlag 2023, ISBN 978-3-8105-3087-5.
- Sorry not sorry. Über weibliche Scham. Rowohlt, Hamburg 2024, ISBN 978-3-499-01273-0.

Podcast
- Hello, lovers! Wie wollen wir heute lieben?, Penguin Randhomhouse, 2021–2024